# 加爾尼希夫卡
49°31′50″N 26°20′44″E / 49.53056°N 26.34556°E
哈爾尼希夫卡（烏克蘭語：Гарнишівка）是位於烏克蘭西部的村莊，由赫梅利尼茨基州裡赫梅利尼茨基區的沃洛奇斯克市鎮負責管轄。該村面積2.47平方公里，海拔高度286米，2001年人口500。